# Marko Jurič
Marko Jurič (1963.) je hrvatski novinar i publicist.
Prve je novinarske korake napravio kao fotoizvjestitelj u ST-u Marinka Božića.
Polovicom 1990-ih krenuo je u samostalni projekt. Pokrenuo je tjednik Panoramu zajedno s Markom Markovićem.
2004. je godine objavio knjigu Feminizam u Hrvatskoj: zablude i obmane.
Potom je radio kao producent u Ava produkciji dok su ortački radili Tonči Huljić i Roman Majetić. Nakon toga otišao je na OTV.
Radio je na Z1 televiziji do 2016. godine, gdje je stvorio popularnu magazinsko-razgovornu emisiju Markov trg, kojoj je bio voditelj i urednik. Česti je voditelj emisije Zoom Zagreb na istoj televiziji, a vodi i emisiju o hrvatskim braniteljima. Piše kolumne za Direktno.hr.
Oženjen je i otac četvoro djece.

## Vanjske poveznice
- Marko Jurič o Josipoviću 17.04.2012 Jabuka TV